# خطوط ناموزون خدا
خطوط ناموزون خدا (به اسپانیایی: Los renglones torcidos de Dios) فیلمی اسپانیایی در ژانر دلهره‌آور روان‌شناختی به کارگردانی اوریول پائولو و محصول سال ۲۰۲۲ است. فیلم‌نامه این فیلم با همکاری مشترک پائولو، گییم کلوآ، و لارا سندیم بر اساس رمانی به همین نام اثر تورکواتو لوکا د تنا محصول سال ۱۹۷۹ به رشته تحریر درآمده است. بازیگرانی همچون باربارا لنی، ادوآرد فرناندس، لورتو مائولئون، خاویر بلتران، پابلو درکی، و آدلفا کالوو در آن به ایفای نقش پرداخته‌اند. داستان فیلم دربارهٔ آلیس گولد، زنی میانسال است که برای بررسی شرایط مرموز مرگ و میر وارد یک بیمارستان روان‌پزشکی می‌شود.
نخستین نمایش جهانی فیلم در هفتادمین جشنواره بین‌المللی فیلم سن‌سباستین بود، و سپس در ۶ اکتبر ۲۰۲۲ در کشور اسپانیا اکران شد. خطوط ناموزون خدا نامزد شش جایزه در سی و هفتمین جایزه گویا از جمله در بخش بهترین بازیگر نقش زن (لنی) و فیلم‌نامه اقتباسی بود.